# Fonvizinskaïa (métro de Moscou)
Fonvizinskaïa (en russe : Фонви́зинская et en anglais : Fonvizinskaya) est une station de la ligne Lioublinsko-Dmitrovskaïa (ligne 10 verte) du métro de Moscou, située sur le territoire du raïon Boutyrski dans le district administratif nord-est de Moscou.

## Situation sur le réseau
Établie en souterrain, à 65 mètres sous le niveau du sol, la station Fonvizinskaïa est située au point 31+15 de la ligne Lioublinsko-Dmitrovskaïa (ligne 10 verte), entre les stations Petrovsko-Razoumovskaïa (en direction de Petrovsko-Razoumovskaïa) et Boutyrskaïa (en direction de Ziablikovo).